# Гутянский поселковый совет
Гутянский поселковый совет (укр. Гутянська селищна рада) — входит в состав Богодуховского района Харьковской области Украины.
Административный центр поселкового совета находится в пгт Гуты
.

## История
- 1919 — дата образования.

## Населённые пункты совета
- пгт Гуты
- село Первухинка
- село Першотравневое